# The Space Between Us
The Space Between Us (conocida en Hispanoamérica como El espacio entre nosotros y en España como Un espacio entre nosotros), originalmente titulada como Out of This World, es una película estadounidense de ciencia ficción y romance, dirigida por Peter Chelsom y escrita por Allan Loeb, Chelsom y Tinker Lindsay. La película está protagonizada por Asa Butterfield, Britt Robertson, Gary Oldman y Carla Gugino. La fotografía principal comenzó el 14 de septiembre de 2015, en Albuquerque, Nuevo México. La película se estrenó el 3 de febrero de 2017.

## Sinopsis
En un futuro próximo, Nathaniel Shepard (Gary Oldman), CEO de Génesis, lanza la primera misión para colonizar Marte. Durante el viaje, la astronauta principal, Sarah Elliot (Janet Montgomery), descubre que está embarazada. Poco después de aterrizar, muere mientras da a luz al primer ser humano nacido en Marte. No se conoce al padre del niño.
Sumido en un dilema, Nathaniel decide mantener en secreto al niño en Marte, para evitar la terrible publicidad para su compañía.
16 años más tarde, el niño, Gardner Elliot (Asa Butterfield), ha crecido como un chico curioso e inteligente que sólo ha conocido a 14 personas, y con una educación muy poco convencional. Un día, para averiguar más sobre su madre, piratea el robot Centaur, el cual ayudó a construir, para tener acceso al almacén de la nave. Allí recupera los objetos de su madre. Entre ellos, un anillo de bodas y una unidad USB, de la que reproduce un video de ella y un hombre (Colin Egglesfield) en una casa de playa. Convencido de que el hombre es su padre, decide encontrarlo.
Gardner entra a un chat en Internet, e inicia una relación en línea con Tulsa (Britt Robertson), una chica inteligente de Colorado que está constantemente siendo trasladada de un hogar de acogida a otro. Bajo la farsa de estar confinado en un ático, por culpa de la osteogénesis imperfecta, discute sus planes de futuro con ella. Gardner promete visitarla algún día.
Su figura materna, la astronauta Kendra Wyndham (Carla Gugino), hace una videollamada a Nathaniel y el director de Génesis Tom Chen (B. D. Wong), para informarles de la extraordinaria inteligencia de Gardner y suplicarles que le permitan regresar a la Tierra. Nathaniel se niega, ya que Gardner tendría que someterse a una cirugía de alto riesgo para aumentar su densidad ósea, y luego entrenar para adaptarse a la presión atmosférica de la Tierra. Gardner se somete a la cirugía de todos modos, y tras entrenar, él, Kendra, y otros astronautas suben a un transbordador espacial para ir a la Tierra.
Cuando el transbordador espacial aterriza, Nathaniel descubre que Gardner está a bordo. Él discute enojado con Tom, que se lo ocultó. A pesar de su enfado, Nathaniel visita a Gardner, puesto en cuarentena por la NASA, mientras le someten a exámenes médicos para determinar si es apto para la vida en la Tierra.
Tras una visita de Kendra, Gardner descubre que no es apto para vivir en la Tierra. Afectado, elige fugarse osadamente y emprender un viaje para encontrarse con Tulsa.
Al verlo, Tulsa le pega porque está molesta con él por ignorarla durante 7 meses. Sin embargo, ella le perdona y Gardner la convence para encontrar a su padre. Pasan por su casa para aprovisionarse para el viaje, pero Nathaniel y Kendra los encuentran. Mientras tratan de convencer a Gardner de que regrese, él acusa a Kendra de admitir no querer hijos y se escapa con Tulsa en un viejo avión que estaba arreglando su padre adoptivo.
El avión se queda sin combustible en el vuelo. Tulsa logra aterrizar en un antiguo granero abandonado, incendiándolo. Llegan a un restaurante donde determinan la ubicación del chamán que casó a los padres de Gardner, Shaman Neka (Gil Birmingham).
Creyendo que Gardner ha muerto, Nathaniel y Kendra se acusan entre sí. Tras saber que no hay nadie entre los restos calcinados, reciben unas noticias preocupantes - el cuerpo de Gardner posee niveles peligrosos de troponina, al tener un corazón agrandado, que no puede soportar la presión atmosférica de la Tierra, por lo que Gardner debe ser devuelto a Marte inmediatamente si quiere sobrevivir.
La búsqueda se reanuda con renovado fervor, y descubren grabaciones de cámaras de Gardner y Tulsa en un estacionamiento de supermercado, donde han comprado ropa y suministros para el viaje.
Durante el viaje, Gardner le dice a Tulsa la verdad - que nació y se crio en Marte. No queriendo aceptar la verdad, ella le obliga a salir del coche, pero le perdona una vez que promete no volver a mentirle, aunque todavía no le cree.
Por la noche acampan bajo las estrellas, donde se besan. Por la mañana, los descubre un seguidor de Shaman Neka y los llevan ante él, quien acepta ayudarlos. La nariz de Gardner comienza a sangrar, algo que oculta mientras Tulsa accede a los registros para obtener la ubicación de la casa de playa, que está en Nueva California.
Antes de comenzar su viaje, se desvían a Las Vegas. La nariz de Gardner comienza a sangrar de nuevo y él se desploma. Tras una intervención hospitalaria de emergencia, Tulsa ahora sí cree que nació en Marte, pero planea dejarle en el hospital, antes de que llegue el servicio de adopción, pues está demasiado enfermo para continuar su viaje. Gardner revela que sabe que no durará más en la Tierra, y todo lo que quiere es conocer a su padre antes de morir.
Tulsa acepta y lo ayuda a escapar. Roban un coche y conducen hasta la casa de playa. Allí, se encuentran con el hombre del vídeo, quien dice que no es el marido de Sarah Elliot, sino su hermano. Sin embargo, él cree que le están mintiendo. Gardner corre hacia el mar, donde le dice a Tulsa que es allí donde quiere morir y se derrumba. Tulsa intenta frenéticamente arrastrarlo a la orilla pero pesa demasiado. Nathaniel y Kendra llegan justo a tiempo para salvarle. Mientras Nathaniel le realiza la RCP, Gardner le pregunta sobre su madre, pues sabe que él es su verdadero padre.
Nathaniel, Kendra y Tulsa suben a Gardner a un avión. Planean subir a la estratósfera para estabilizarlo. Cuando eso no basta, Nathaniel, desesperado, toma los mandos y salen al espacio exterior. Milagrosamente, tiene éxito y Gardner revive. Posteriormente, Gardner sube a un transbordador espacial que va a Marte. Tulsa y Gardner se despiden emocionados. Kendra se queda en la Tierra para entrenar astronautas para ir a Marte y adopta a Tulsa. Decidida a unirse con Gardner en Marte, Tulsa se une al programa de Kendra. De vuelta en Marte con su padre Nathaniel, Gardner disfruta de la vida.

## Reparto
- Asa Butterfield[1] como Gardner Elliot.
- Britt Robertson[2] como Tulsa.
- Gary Oldman[2] como Nathaniel Shepard.
- Carla Gugino[2] como Kendra Wyndham.
- B. D. Wong[3] como Tom Cheng.
- Janet Montgomery[3] como Sarah Elliot, la madre de Gardner.
- Trey Tucker[4] como Harrison Lane.
- Scott Takeda[5] como el Dr. Gary Loh.
- Gil Birmingham como el Shaman Neka.

## Producción

### Desarrollo
El 13 de marzo de 2014, The Tracking Board reveló que una película de aventuras de ciencia ficción titulada Out of This World estaba siendo desarrollado por Relativity Media, con un guion de Allan Loeb. Ocho directores estaban en la lista de posibles directores para la película, que incluían a Ben Stiller, Danny Boyle, Gareth Edwards, Jon Turteltaub, Jonathan Demme, Shawn Levy, Stephen Chbosky y Tim Burton. Más tarde, en agosto de 2014, se informó de que Peter Chelsom, quien anteriormente dirigió Hector and the Search for Happiness, fue contratado para dirigir la película, mientras que Relativity la produciría y distribuiría. Ryan Kavanaugh se adjuntó a producir la película junto con Southpaw Entertainment de Richard B. Lewis.
El 2 de febrero de 2015, Asa Butterfield fue escogido para interpretar el personaje principal en la película, interpretando a un adolescente que fue criado en Marte y se enamora de una chica de Colorado, nativa en la Tierra, con la que se ha estado comunicando. Chelsom y Tinker Lindsay reescribieron el guion. El 13 de julio de 2015, se anunció que Relativity estaba vendiendo el proyecto a STX Entertainment, con el fin de llegar a un acuerdo con sus acreedores y evitar tener que declararse en quiebra. STX podría producir y distribuir la película ahora, mientras que Lewis sólo serviría como productor. El 31 de julio de 2015, Gary Oldman, Carla Gugino y Britt Robertson se unieron al elenco de la película aún sin título. Robertson interpreta a la protagonista femenina, una joven adolescente de Colorado. El 8 de septiembre de 2015, se anunció que el título de la película iba a ser The Space Between Us, y B. D. Wong y Janet Montgomery se añadieron al reparto. El 30 de septiembre de 2015, Trey Tucker se unió a la película para interpretar a un astronauta. El 23 de octubre de 2015, Scott Takeda fue incluido para interpretar a un médico en la película.

### Rodaje
La fotografía principal en la película comenzó el 14 de septiembre de 2015, en Albuquerque, Nuevo México.

## Estreno
En octubre de 2015, STX Entertainment programó estrenar la película el 29 de julio de 2016.
La fecha de estreno se retrasó a causa de otra película de STX (Bad Moms) con su estreno previsto el 19 de agosto de 2016. En junio de 2016, la película se cambió de nuevo al 16 de diciembre de 2016, lo que permitió más tiempo para trabajar los efectos especiales. En noviembre de 2016, la película fue retrasada de nuevo al 3 de febrero de 2017, por la competencia entre las películas de Navidad, el estreno de Rogue One y Passengers.